# Ibero Cruceros
La Ibero Cruceros è una compagnia di navigazione angloamericana e spagnola con sede a Madrid in Spagna. L'azienda era stata fondata  come filiale comune di Carnival Corporation e Orizonia Corporation, sotto il controllo esecutivo di Costa Crociere. La linea di crociera era finalizzata al mercato spagnolo e portoghese.

## Chiusura
Nel maggio 2014 Costa Crociere annunciò l'intenzione di assorbire la società entro la fine dello stesso anno. Grand Celebration avrebbe dovuto entrare a far parte della flotta Costa ma nel novembre 2014 fu venduta alla società Bahamas Paradise Cruise Line mentre si trovava ai lavori in bacino di carenaggio a Marsiglia per la trasformazione (praticamente ultimata) in Costa Celebration. La Grand Holiday invece, dopo esser passata a Costa (ma senza entrare in linea), è stata venduta a Cruise & Maritime Voyages e nel 2015 ribattezzata Magellan. I punti d'attracco di Ibero Cruceros presso il porto di Barcellona sono stati destinati unicamente alla nuova ammiraglia della controllante, Costa Diadema.

## Destinazioni
Le flotte della Ibero Cruceros operavano viaggi in Europa, nel Mediterraneo, e in Sud America.

## Flotta

### Navi del passato
| Nome              | Immagine | Stazza (t.s.l.) | Anni di servizio | Cronologia                                                                                         |
| ----------------- | -------- | --------------- | ---------------- | -------------------------------------------------------------------------------------------------- |
| Grand Mistral     |          | 48200           | 2003-2013        | 2003 Comprata da Festival Crociere 2014 Venduta a Costa Crociere, ribattezzata Costa neoRiviera    |
| Grand Latino      |          | 21891           | 2004-2005        | 2005 Venduta alla Fred. Olsen Cruise Lines, ribattezzata Boudicca.                                 |
| Grand Voyager     |          | 24497           | 2004-2011        | 2004 acquistata da Royal Olympic Cruises 2011 Venduta a Costa Crociere, ribattezzata Costa Voyager |
| Grand Celebration |          | 47262           | 2008-2014        | 2015 Venduta a Costa Crociere, ribattezzata Costa Celebration.                                     |
| Grand Holiday     |          | 46052           | 2010-2014        | 2015 Venduta alla Cruise & Maritime Voyages, ribattezzata Magellan                                 |